# William J. Murphy (Politiker, 1928)
William J. Murphy (* 17. Mai 1928; † September 2018) war ein irischer Politiker (Irish Labour Party). 
Murphy wurde am 15. Juni 1949 im Wahlkreis Cork West im Zuge einer Nachwahl für den vakanten Sitz seines verstorbenen Parteikollegen Timothy J. Murphy in den 13. Dáil Éireann gewählt. Er ist damit bis heute die jüngste Person, die je in den Dáil gewählt wurde. Bei den Wahlen 1951 zum 14. Dáil Éireann trat Murphy nicht mehr an.